# Історія Венесуели

## Давні часи
Люди жили на території Венесуели вже 15 тис. років тому. У давні часи територію Венесуели заселили індіанці: кариби та араваки. У 1-му тисячолітті нашої ери північний захід Венесуели заселили також індіанці мовної групи чібча.

## Колонізація іспанцями
1 серпня 1498 року Христофор Колумб відкрив землю поблизу гирла річки Оріноко і, не знаючи, що це материк, назвав її островом Гарсія.
Існує версія, що назву країні дав італійський картограф Амеріго Веспуччі, який 1499 року відвідав ці місця у складі експедиції Алонсо де Охеди. Мандрівники побачили оселі місцевого населення, встановлені на палях над водою біля озера Маракайбо. Це нагадало їм європейську Венецію, внаслідок чого виникла назва «Венесуела»(Venezuela), тобто «Мала Венеція».
Колонізація європейцями почалася в 1522 році, коли Іспанія заснувала місто Нуево-Толедо (з 1569 — Кумана), перше європейське поселення у Південній Америці. 1528 року імператор Карл V Габсбург продав Венесуелу в оренду сім'ї банкірів Вельзерів із Аугсбурга в Німеччині, яким заборгував велику суму. Оренда закінчилася 1556 року. Іспанські конкістадори принесли у країну феодалізм. Виникли латифундії. Для роботи на них з Африки завозили негрів-рабів. Протягом XVI-XVII століть узбережжя було центром піратства. До початку 18 ст. територія нинішньої Венесуели належала до віцекоролівства Нова Гранада, а 1777 року виокремилася в генерал-капітанство. У 1783 році було утворено суперінтендантство Венесуела.

## Боротьба за незалежність (1806—1830)

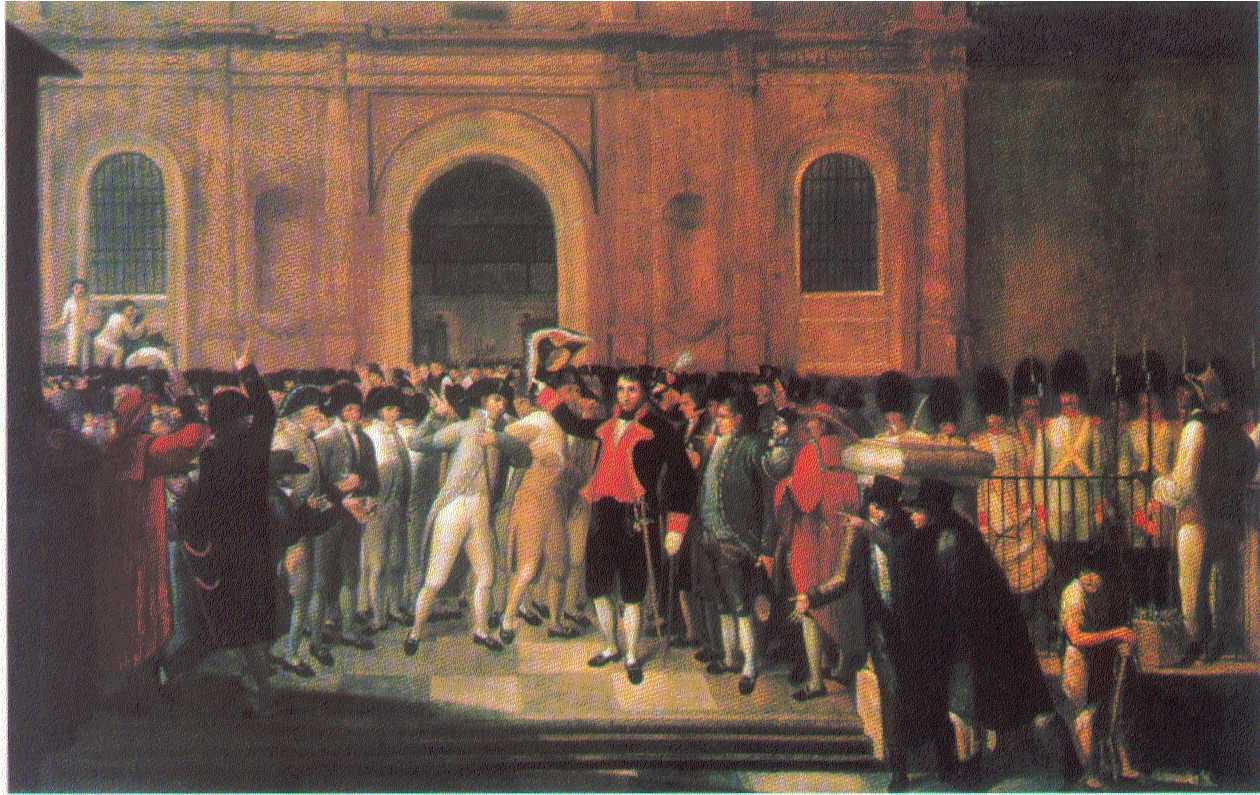
Повстання в Каракасі 19 квітня 1810 року

Десь у середині XVIII століття багатії країни почали виявляти невдоволення торговельними обмеженнями, що їх установила метрополія. Спалахували антиіспанські повстання. У столиці країни Каракасі 1806 року виник рух за незалежність. Після повстання в Каракасі 19 квітня 1810 року революційні сили за активної участі Ф. Міранди та С. Болівара взяли владу до своїх рук. 5 липня 1811 року Національний конгрес проголосив країну незалежною республікою, але згодом вона була розгромлена іспанцями й 25 липня 1812 року влада віцекороля відновилася. У період національно — визвольної війни 1810—1826 років Сімон Болівар створив 17 грудня 1819 року державу Велика Колумбія, до складу якої увійшла й Венесуела. У 1829 році Велика Колумбія розпалася, й 13 січня 1830 року Венесуела проголосила свою незалежність, а 24 жовтня стала Республікою Венесуела.

## XIX століття
Першим президентом став генерал Хосе Антоніо Паес. Генерал — президент (1830—1835 і 1839—1843 рр.) тримав армію під контролем, у країні була демократія, латифундії зберігалися. Після президента Паеса у країні настав хаос. Остаточно ліквідували рабство 1854 року (почали ліквідацію ще під час національно — визвольної війни). З травня 1864 року країну назвали «Сполучені Штати Венесуели». Ситуація в країні нормалізувалася 1870 року, коли президентське крісло на 18 років (із перервами) обійняв А.Гусман Бланко.

## XX століття
Протягом періоду правління двох вояків — президентів (1899—1935 рр.) — Ч. Кастро і Х. Гомеса у країні був деспотичний режим. Диктатор Х. Гомес помер 17 грудня 1935 року, і новітня історія країни бере відлік саме від цієї дати.
Великі запаси нафти у Венесуелі відкрили 1913 року. Станом на 1927 рік Венесуела перетворилася на одного з найбільших у світі експортерів нафти. Венесуельську нафту став контролювати капітал США.

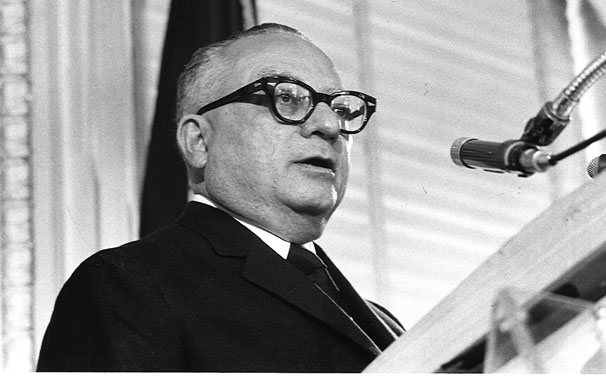
Ромуло Бетанкур

Після тривалого періоду диктатур 1961 року було прийнято нову конституцію. Ромуло Бетанкур був першим у 20 ст. цивільним президентом, який утримався при владі протягом установленого терміну (1959—1964). Нафтовий бум після Другої світової війни сприяв зростанню заможності Венесуели.
У 1992 році військовики двічі пробували вчинити перевороти, але безуспішно.

### Правління Чавеса (1998—2013)
6 грудня 1998 Уго Чавеса було обрано президентом республіки, який став лідером т. зв. Боліварської Революції — системи заходів і реформ спрямованих на подолання неписемності, бідності й низки інших соціальних проблем. Завдяки високим цінам на нафту у 2000-х роках Венесуела змогла значно поліпшити свій економічний стан. 29 грудня 1999 року країна отримала назву «Боліварська Республіка Венесуела». 5 березня 2013 року влада Венесуели оголосила про смерть Чавеса; хоча були підозри; що він помер раніше. Президентом Венесуели став віцепрезидент Ніколас Мадуро; який продовжує політику Чавеса.